# Abhidhammavatara
Der Abhidhammavatara (Pali für „Einführung in den Abhidhamma“) ist der erste Versuch, die Abhidhamma-Lehren des buddhistischen Pali-Kanons in Form eines Lehrbuchs zu systematisieren. Der Abhidhammavatara wurde vermutlich im 5. Jahrhundert vom Dichter und Gelehrten Buddhadatta im Gebiet des Kaveri-Flusses in Südindien in der Sprache Pali verfasst.
Nach der Fertigstellung des Kanons im letzten Jahrhundert v. Chr. erschien eine Reihe von Kommentaren (in Pali atthakatha genannt) zu einzelnen kanonischen Texten, die ihren Höhepunkt in den Kommentaren von Buddhadattas Zeitgenossen Buddhaghosa erreichten. Im Abhidhammavatara fasste Buddhadatta dann den Teil der Kommentarliteratur, der sich mit dem Abhidhamma befasste, zusammen und gab ihm eine eigene Systematik. Zu seinen weiteren Werken gehört das Vinaya-vinicchaya („Analyse des Vinaya“), das in ähnlicher Weise die Kommentare zum Vinaya (Mönchsdisziplin) des Kanons zusammenfasst.
Das Abhidhammavatara ist größtenteils in Versen geschrieben und besteht aus 24 Kapiteln. Es wurde im zwölften Jahrhundert teilweise durch das Abhidhammattha-sangaha von Anuruddha ersetzt.